# 韓国スタンダードチャータード銀行
韓国スタンダードチャータード銀行（かんこくスタンダードチャータードぎんこう）は、大韓民国に所在する銀行。本店はソウル特別市に置く。ブランド名として、旧行名の「SC第一銀行」を使用している。
2005年1月、香港のイギリス系大手金融機関であるスタンダードチャータード銀行が3兆4,000億ウォンで買収し、同年10月1日に旧・第一銀行からSC第一銀行に行名を変更した。2012年1月11日、現在の行名に変更。2005年末の総資産は約59兆ウォンで国内第7位。国内に406の本支店を有し、海外には香港、青島、ロンドンに拠点を置いていたが、現在は全て閉鎖されている。

## 略歴・概要
旧・第一銀行は日本統治下の1929年に朝鮮貯蓄銀行として設立。1958年に第一銀行と商号変更。日本にかつて存在した第一銀行や台湾の第一銀行とは関係ない。韓国ではじめて定期積金やトラベラーズチェックを開発している。
韓国での分類は「市中銀行」となり、銀行コードは23。日本の金融庁の分類では「外国銀行」となり統一金融機関コードは0436であった。
旧・第一銀行時代、アジア通貨危機の際に主要取引先であった起亜自動車、大宇、韓宝鉄鋼の相次ぐ経営危機に連鎖して破綻。米投資ファンドのニューブリッジ・キャピタルが経営権を買収。韓国の銀行としてはじめての外国人CEOウィルフレッド・Y・ホリエが就任して話題となった。ウィルフレッド・Y・ホリエは日本の消費者金融でCiti傘下のアイク(現ディック)で長年社長を務めた人物である。
韓国では欧米金融機関の名を冠した金融機関は、同行のほかに米シティバンク傘下の韓国シティ銀行（旧韓美銀行）がある。

## 日本支店
日本では1972年、旧・第一銀行時代に韓国の民間市中銀行としては初めての海外支店を大阪市浪速区に大阪支店を開設（1998年10月 IMF危機の時に閉鎖）。1988年5月に東京支店（千代田区有楽町）を開設し営業を行っていたが、行名変更前の2005年9月12日付でスタンダード・チャータード銀行東京支店に営業譲渡し閉店した。現在はスタンダード・チャータード銀行東京支店（千代田区丸の内）にて、口座の解約を受け付けている。